# Idioma ngkoth
El ngkoth (también llamado Nggɔt, Nggoth, Ŋkot) es una lengua pamana extinta anteriormente hablada en la Península de York del Cabo de Queensland, Australia, por el pueblo tribal del mismo nombre. Es desconocido cuándo  se haya extinto.

## Fonología
Vocales
El ngkoth tiene siete vocales:
|             | Anterior   | Anterior      | Posterior |
|             | redondeada | no-redondeada | Posterior |
| ----------- | ---------- | ------------- | --------- |
| Cerrada     | i          |               | u         |
| Semicerrada | e          | ø             | o         |
| Semiabierta | æ          |               |           |
| Abierto     | a          |               |           |

Consonantes
El inventario consonántico está formado por 17 unidades distintivas presentes en palabras nativas, y tres consonantes que se rstringen sólo a préstamos lingüísticos:
|               | Periférica | Periférica | Laminal | Laminal | Apical   | Apical     | Glotal |
|               | Bilabial   | Velar      | Palatal | Dental  | Alveolar | Retrofleja | Glotal |
| ------------- | ---------- | ---------- | ------- | ------- | -------- | ---------- | ------ |
| Oclusiva      | p          | k          | c       | t̪       | t        |            | (ʔ)    |
| Fricativa     | (β)        | ɣ          |         | (ð)     |          |            |        |
| Nasal         | m          | ŋ          | ɲ       | n̪       | n        |            |        |
| Post-trillada |            |            |         |         | t͡r       |            |        |
| Vibrante      |            |            |         |         | r        |            |        |
| Aproximante   | w          | w          | j       |         | l        | ɻ          |        |

- //t͡r// es una africada.
- /β, ð, ʔ/ sólo aparecen en préstamos léxicos.